# Метод Ньютона
Метод Ньютона (також метод дотичних, метод Ньютона — Рафсона) — метод наближеного знаходження кореня дійсного рівняння:
{\displaystyle f(x)=0}
де f диференційована функція. Послідовні наближення методу Ньютона обчислюються за формулами
{\displaystyle x_{n+1}=x_{n}-{\frac {f(x_{n})}{f'(x_{n})}}.}
Узагальнення і варіації методу використовуються для обчислення коренів системи нелінійних рівнянь, знаходження екстремуму функції, обчислення коренів комплексного рівняння.

## Обґрунтування методу
Розкладаючи в околі початкового наближення {\displaystyle x_{0}} функцію f в ряд Тейлора і відкидаючи члени порядку вище 1, одержуємо наближену рівність, справедливу в деякому околі {\displaystyle x_{0}}:
{\displaystyle f(x)\cong f(x_{0})+f'(x_{0})(x-x_{0}).}

Ілюстрація методу Ньютона (синім зображена функція, нуль якої необхідно знайти, червоним — дотична в точці наближення

Оскільки шукається корінь f(x) то в лівій стороні формули можна поставити 0, і перше наближення:
{\displaystyle x_{1}=x_{0}-{\frac {f(x_{0})}{f'(x_{0})}}\,\!}
одержується внаслідок елементарних перетворень.
Можна також дати геометричну інтерпретацію. Основна ідея методу полягає в наступному: задається початкове наближення поблизу кореня, після чого будується дотична до досліджуваної функції в точці наближення, для якої знаходиться перетин з віссю абсцис. Точка перетину і береться як наступне наближення. І так далі, поки не буде досягнута необхідна точність.
Формула наближення може бути виведена таким чином:
{\displaystyle f'(x_{n})=\mathrm {tg} \,\alpha ={\frac {\Delta y}{\Delta x}}={\frac {f(x_{n})-0}{x_{n}-x_{n+1}}}={\frac {0-f(x_{n})}{x_{n+1}-x_{n}}},\,\!}
де {\displaystyle \alpha } — кут нахилу дотичної в точці {\displaystyle x_{n}\!.}
Отже, шуканий вираз для {\displaystyle x_{n+1}\,} має вигляд:
{\displaystyle x_{n+1}=x_{n}-{\frac {f(x_{n})}{f'(x_{n})}}.\,\!}

## Швидкість збіжності
Збіжність дуже швидка, якщо вона взагалі є. Припустимо, що {\displaystyle f^{''}} є неперервною, і що {\displaystyle f^{'}(x)\neq 0} у деякому околі кореня {\displaystyle x^{*}} (достатньо великому, щоб уся послідовність {\displaystyle x_{0},\dots } перебувала в цьому околі.) Нехай {\displaystyle \epsilon _{n}=x_{n}-x^{*}.} Тоді ми можемо здійснити розклад у ряд Тейлора в околі {\displaystyle x_{n},} і обчислити його у {\displaystyle x=x^{*}:}
{\displaystyle 0=f(x^{*})=f(x_{n})+(x^{*}-x_{n})f'(x_{n})+{\frac {1}{2}}(x^{*}-x_{n})^{2}f''(\xi ),}
для деякого {\displaystyle \xi \in int(x_{n},x^{*}).} Також у нас є рівняння:
{\displaystyle 0=f(x_{n})+(x_{n+1}-x_{n})f'(x_{n}).}
Віднімаючи ці два рівняння, отримуємо:
{\displaystyle 0=-\epsilon _{n+1}f'(x_{n})+{\frac {1}{2}}\epsilon _{n}^{2}f''(\xi ),}
{\displaystyle \epsilon _{n+1}={\frac {1}{2}}{\frac {f''(\xi )}{f'(x_{n})}}\epsilon _{n}^{2}.}
Наші припущення гарантують, що співвідношення {\displaystyle {\frac {f''(\xi )}{f'(x_{n})}}} існує і збігається до певної границі {\displaystyle (f''(x^{*})/f'(x^{*}))} коли {\displaystyle n\to \infty .} Отже, послідовність рівномірно обмежена в {\displaystyle n,} і ми можемо записати
{\displaystyle |\epsilon _{n+1}|\leq C\epsilon _{n}^{2},}
де {\displaystyle C>0} є деяким числом (яке залежить від {\displaystyle f,} але не від {\displaystyle n.)} З цього випливає, що
{\displaystyle |\epsilon _{n}|\leq {\frac {1}{C}}(C\epsilon _{0})^{2^{n}}.}
Ми кажемо, що метод має квадратичну збіжність. Кількість правильних цифр підноситься до квадрату на кожній ітерації. Тоді коли метод бісекції має лише лінійну збіжність.
Збіжність гарантовано, коли початкова точка {\displaystyle x_{0}} достатньо близька до (невідомого) кореня {\displaystyle x^{*},} у сенсі, що {\displaystyle |C\epsilon _{0}|<1.}

## Модифікований метод Ньютона
{\displaystyle x_{n+1}=x_{n}-{\frac {1}{f'(x_{0})}}f(x_{n})\!}
дозволяє не обчислювати похідну на кожній ітерації, а, отже, і позбутися можливого ділення на нуль. Однак цей алгоритм має тільки лінійну збіжність.